# 冷たい血 -生きている小平次より- 幽霊男と初体験した妻
『冷たい血 -生きている小平次より- 幽霊男と初体験した妻』（つめたいち -いきているこへいじより- ゆうれいおとことはつたいけんしたつま）は、1982年にテレビ朝日系「土曜ワイド劇場」で放送されたテレビドラマ。主演は中条きよし。

## キャスト
- 木幡小平次（ピアニスト） - 中条きよし
- 森邦代（義一の妻） - 水野久美
- 那古拓郎（ちか子の恋人） - 船戸順
- 君造（拓郎の父） - 西山嘉孝
- 妙（拓郎の母） - 荒木雅子
- 和江（拓郎の妹） - 田中綾
- 義一（邦代の夫） - 白川浩二郎
- 仲居 - 宮本毬子
- アパートの管理人 - 鳴尾よね子
- マンションの管理人 - 松尾勝人
- マンションの管理人の妻 - 河野清子
- 役僧 - 伊波一夫
- 舞妓 - 大西可容子、中村いさみ
- バーテン - 加藤正記
- ピアニスト - 吉田定夫
- アベック - 利倉亮、伊藤雅子
- 伊藤ちか子（クラブ「おちか」ママ） - 五月みどり

## スタッフ
- 原作 - 鈴木泉三郎『生きてゐる小平次』
- 脚本 - 吉田剛
- 監督 - 田中徳三
- 音楽 - 渡辺岳夫
- プロデューサー - 桜井洋三、奥田哲雄
- 制作 - 朝日放送テレビ、松竹